# Hjällstadskogen
Hjällstadskogen är ett naturreservat i Torsby kommun i Värmlands län.
Området är naturskyddat sedan 2006 och är 11 hektar stort. Reservatet består av naturskogsartade, gammal barrskog med partier av sumpskog.